# 斯托克斯山
64°52′S 63°32′W / 64.867°S 63.533°W
斯托克斯山是南極洲的山峰，位於帕默群島的杜默島，處於杜梅山東南面1.9公里，海拔高度270米，由讓-巴蒂斯特·夏古率領的法國探險隊繪入地圖。